# Астрономическая обсерватория в Гиватаиме
Астрономическая обсерватория в городе Гиватаим (код обсерватории 137) является самой старой действующей астрономической обсерваторией в Израиле. Её основная деятельность ведётся в образовательной сфере. Она также является центром притяжения любителей астрономии. В обсерватории находится центральный офис Израильской астрономической ассоциации. Обсерватория расположена в городе Гиватаим на вершине холма Козловский, самого высокого в районе Гуш-Дан (высота 87 м над уровнем моря), в восточной части сада Второй Алии (Ган а-Алия а-Шния).

## История
Начало постройки обсерватории относится к 1967 году. В то время плотность населения в Центральном округе Тель-Авива была ещё невысока, и световое загрязнение было небольшим, так что ночное небо было таким же тёмным, как в деревенской местности в наши дни. Из обсерватории можно было с лёгкостью увидеть Млечный Путь. С момента создания обсерватории ею управляет Израильская астрономическая ассоциация при посредничестве мэрии города Гиватаима. С 1987 года и до сегодняшнего дня главой Ассоциации, равно как и обсерватории, является д-р Игаль Патэль.

## Деятельность
Обсерватория открывает свои двери навстречу публике несколько раз в неделю. Каждое мероприятие включает в себя лекцию и наблюдение за Луной, видимыми планетами и некоторыми другими доступными на данный момент объектами. Раз в неделю в обсерватории проводятся лекции представителей Израильской астрономической ассоциации по астрономии, астрофизике, космологии, физике и т. д. Дополнительные мероприятия в обсерватории включают в себя кружки для детей и курсы для взрослых, научную работу для учеников старших классов, особые мероприятия во время солнечных и лунных затмений, появления комет и т. п.
Обсерватория сотрудничает с Министерством образования, а также с израильскими и зарубежными вузами.

## Открытия, достижения и публикации
- Первый снимок туманности «Тухлое яйцо» в видимом свете в 2001 году[1].
- Первое измерение скорости вращения кометы Хейла — Боппа (C/1995 O1) вокруг своей оси в 1995 году.
- Измерение времени минимума переменной звезды OO Орла в 1993 году.
- Выдающееся достижение принадлежит сотруднику обсерватории Оферу Габзо, который достиг рекордного количества наблюдений за переменными звёздами на одного человека в год (22 тысячи наблюдений в 1992 году). Этот рекорд признан Американской Ассоциацией наблюдателей переменных звёзд (American Association of Variable Star Observers — AAVSO), являющейся крупнейшей подобной ассоциацией в мире.

## Телескопы и прочее оборудование
- Телескоп Meade LX200 Schmidt-Cassegrain 16 дюймов
- Телескоп Meade LX200 Schmidt-Cassegrain 12 дюймов
- Телескоп Meade Starfinder Newtonian 16 дюймов
- Телескоп-рефрактор Coude 6 дюймов
- Coronado 40mm PST
- Различные телескопы с меньшим диаметром
- Meade Deep Sky Imager (color and pro version)
- Meade Pictor 1616
- Meade Lunar-Planetary Imager